# Łachawiczy
Łachawiczy (biał. Лахавічы; ros. Лаховичи, Łachowiczi) – wieś na Białorusi, w obwodzie brzeskim, w rejonie kamienieckim, w sielsowiecie Nowickowicze, nad Leśną Prawą, w granicach Parku Narodowego „Puszcza Białowieska”.